# كارل بيكر (رسام)
كارل بيكر (بالألمانية: Karl Becker)‏ هو رسام ألماني، ولد في 18 ديسمبر 1820 في برلين في ألمانيا، وتوفي بنفس المكان في 20 ديسمبر 1900 بسبب إنفلونزا.